# Rodenbach (Rajna-vidék-Pfalz)
Rodenbach település Németországban, Rajna-vidék-Pfalz tartományban. Lakosainak száma 3346 fő (2023. december 31.).

## Népesség
A település népességének változása:
| Lakosok száma | 2512 | 3183 | 3161 | 3246 | 3277 | 3346 |
|               | 1975 | 2017 | 2019 | 2021 | 2022 | 2023 |